# Vismianthus
Vismianthus là một chi thực vật có hoa trong họ Connaraceae. Chi này được Gottfried Wilhelm Johannes Mildbraed công bố mô tả khoa học đầu tiên năm 1935.

## Mô tả
Cây bụi hoặc cây gỗ nhỏ. Lá một lá chét, có cuống dài, với các điểm hay sọc tuyến, ở đầu các cành ngắn và dài; các lông nói chung hai nhánh. Cụm hoa là cành hoa từ ít đến nhiều hoa, ở nách lá. Cuống hoa có khớp nối. Hoa hai nhụy dị hình, với các điểm hay sọc tuyến sẫm màu. Lá đài 5, gần bằng nhau, xếp lợp trong chồi, hợp sinh rất ngắn, bền ở quả. Cánh hoa 5, rời. Nhị hoa 10, tất cả đều là hữu sinh, hợp sinh ngắn tại gốc; chỉ nhị nhẵn nhụi, rời; bao phấn hình trứng, nọn đột ngột. Lá noãn 1, rậm lông; bầu nhụy không cuống; noãn bán lộn ngược, gắn vào gần hay trên điểm giữa đường ráp mặt bụng. Đầu nhụy gần giống hình đầu, có nhú. Quả là quả đại dẹp hay hình elipxoit vuốt nhọn ở mỗi đầu, một hạt, gần như nhẵn nhụi, có các điểm tuyến, mở theo chiều dọc theo khe nứt mặt bụng; vỏ quả ngoài gồm hai lớp trong và ngoài tách biệt, với lớp ngoài mỏng nhẵn nhụi và lớp trong dày hơn, dạng sụn. Hạt hình trứng, với vỏ hạt mọng có dây treo, rời một phần, rốn hạt ở bên về phía đáy, với một chuỗi các bướu nhỏ có lông ở rìa có tại đáy; nội nhũ thô sơ hoặc không có; các lá mầm phẳng lồi.

## Phân bố
Hai loài trong chi này phân bố rời rạc, với một loài tại đông nam Tanzania và loài kia ở Myanmar. Môi trường sống là rừng hay trảng cỏ.

## Các loài
Danh sách dưới đây lấy theo The Plant List và Plants of the World Online:
- Vismianthus punctatus Mildbr., 1935: Rừng hay trảng cỏ tại đông nam Tanzania, ở cao độ 250–800 m.
- Vismianthus sterculiifolius (Prain) Breteler & J.Brouwer, 1989: Rừng duyên hải ở tây nam Myanmar.